# هاوی هاوکینز
هوارد گرشام هاوکینز (زادهٔ ۸ دسامبر ۱۹۵۲) یک فعال کارگری(سندیکا) و کنشگر محیط‌ زیست از نیویورک و یکی از بنیانگذاران حزب سبز آمریکا (ایالات متحده)، نامزد ریاست جمهوری این حزب در انتخابات ریاست‌جمهوری ایالات متحده آمریکا (۲۰۲۰) است. موضوعات اصلی مبارزات وی شامل تصویب نسخهٔ بوم‌شناختی سبز از معاملهٔ جدید سبز است که وی نخستین بار در سال ۲۰۱۰ پیشنهاد کرد و ایجاد جنبش سیاسی و اجتماعی مستقل از طبقهٔ کارگر در تقابل با احزاب دموکرات و جمهوری‌خواه و به‌طور کلی سرمایه‌داری.
هاوکینز از دههٔ ۱۹۶۰ در جنبش‌های ضد جنگ، ضد هسته‌ای، و طرفدار کارگر نقش‌های اصلی را ایفا کرده‌است. هاوکینز یک تیم بازنشسته است. و کارگر ساختمانی است. از سال ۲۰۰۱ تا زمان بازنشستگی در سال ۲۰۱۷، هاوکینز در شرکت یونایتد پارسل سرویس (UPS) بخش کامیون‌های تخلیهٔ شیفت شب کار می‌کرد.

## کنش‌ها
هاوکینز بیست و چهار بار برای دفاتر مختلف نامزد شده‌است، همه بدون موفقیت. وی در سال ۲۰۰۶ نامزد حزب سبز نیویورک برای سنای ایالات متحده بود. در سال ۲۰۱۰، هاوکینز به عنوان نامزد حزب سبز برای فرماندار نیویورک کاندید شد، که با کسب بیش از ۵۰ هزار رأی لازم، وضعیت رأی‌گیری را برای حزب بازگرداند. در سال ۲۰۱۴، هاوکینز بار دیگر برای همان دفتر کاندیدا شد و پنج درصد آرا را به دست آورد. هاوکینز در سال ۲۰۱۷ برای شهردار سیراکوز کاندید شد و چهار درصد (حدود ۱٬۰۰۰) رأی را به دست آورد. وی سپس برای سومین بار برای فرماندار نیویورک در سال ۲۰۱۸ کاندید شد اما کمتر از دو درصد آرا را به دست آورد.

## انتخابات ریاست‌جمهوری ۲۰۲۰
هم‌اکنون نام هاوکینز در برگه‌های رأی نیمی از ایالات آمریکا گنجانده شده‌است. حزب سبز به دنبال افزایش تعداد ایالت‌ها است اما در این راه با پاره‌ای دشواری‌ها روبرو است.